# Maksutov (cráter)

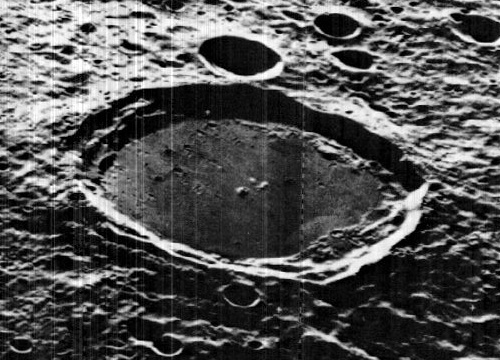
Imagen oblicua de la misión Lunar Orbiter 5

Maksutov es un cráter perteneciente a la cara oculta de la Luna. Se encuentra justo al sursudoeste de la llanura amurallada de mayor tamaño Oppenheimer. Al suroeste se localiza el cráter Nishina, y al oeste-noroeste aparece la pareja de cráteres fusionados formada por Davisson y Leibnitz.
|  |

Este cráter tiene un brocal externo razonablemente bien definido que no ha sido degradado significativamente por la erosión de posteriores impactos. La característica más notable de este cráter, sin embargo, es su suelo inundado de lava, prácticamente nivelado, con su bajo albedo característico de un suelo cubierto de lava basáltica. La pared interior del borde varía en anchura, con la parte más estrecha situada en el sureste, mientras que las secciones más anchas se encuentran al noreste y noroeste.
Antes de ser denominado oficialmente en 1970 por la UAI, el cráter era conocido como "Cráter 439".

## Cráteres satélite
Por convención estos elementos son identificados en los mapas lunares poniendo la letra en el lado del punto medio del cráter que está más cercano a Maksutov.
|          | \| Maksutov \| Coordenadas \| Diámetro \| \| -------- \| -------------------------------- \| -------- \| \| U \| 40°06′S 170°54′O / -40.1, -170.9 \| 21 km \| |          |
| Maksutov | Coordenadas | Diámetro |
| U        | 40°06′S 170°54′O / -40.1, -170.9 | 21 km    |